# L'Homme Mort British Cemetery
L'Homme Mort British Cemetery  ou cimetière militaire britannique de l'Homme Mort  est un cimetière militaire de la Première Guerre mondiale, situé sur le territoire de la commune de Écoust-Saint-Mein, dans le département du Pas-de-Calais, au sud d'Arras.
Trois autres cimetières britanniques sont implantés sur le territoire de la commune : Écoust Military Cemetery , Écoust-Saint-Mein British Cemetery  et H.A.C. Cemetery.

## Localisation
Ce cimetière est situé à deux kilomètres au sud-ouest du village, au bord la route départementale D 10E4, en limite du territoire de la commune de Mory, entre l'autoroute A 1 et la ligne TGV de Paris-Lille qui se sont éloignées pour éviter le cimetière.

## Histoire

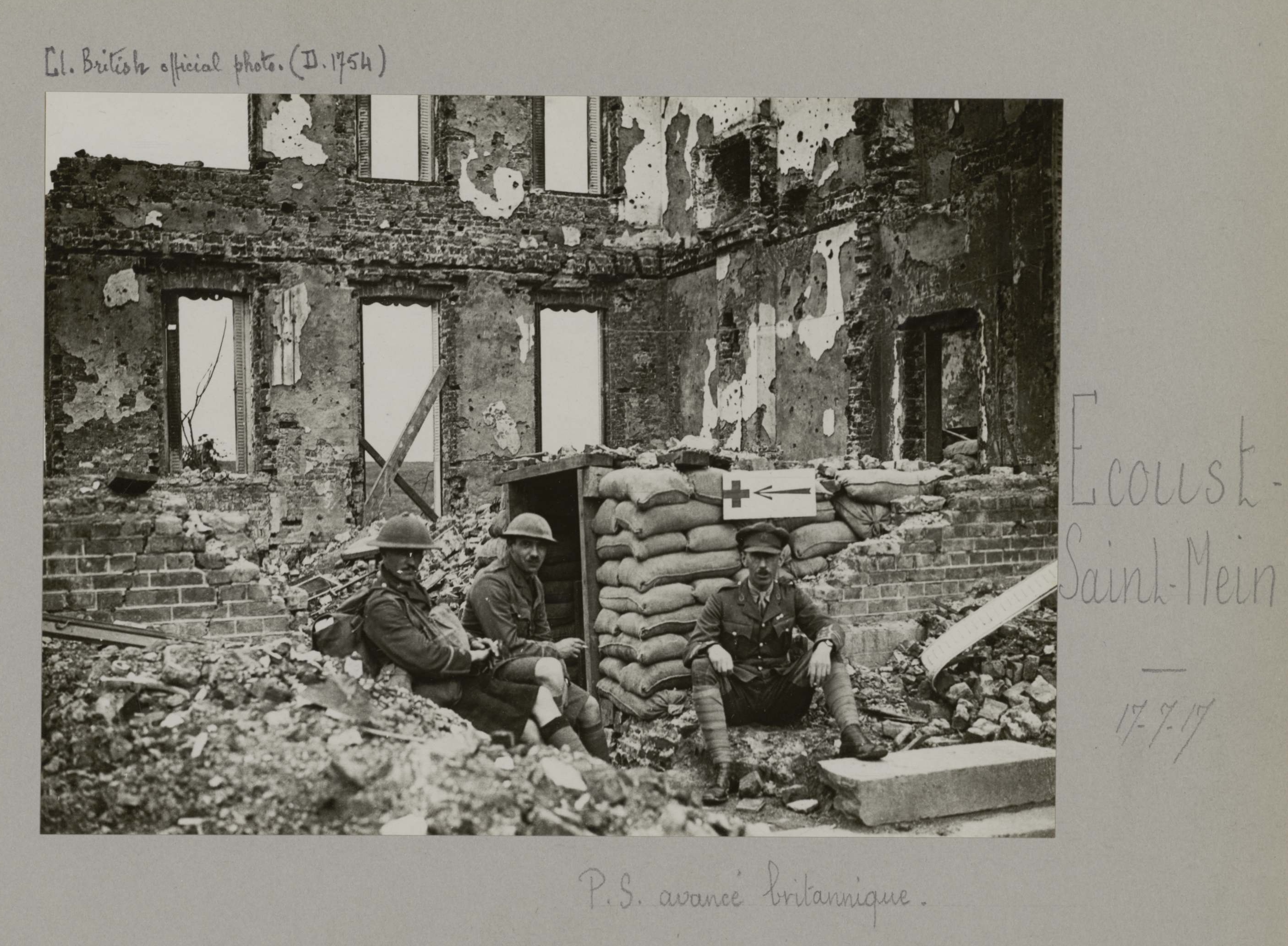
Les soldats britanniques dans les ruines
d'Ecoust-Saint-Mein en juillet 1917.

Aux mains des Allemands dès fin août 1914, le village restera loin des combats jusqu'en mars 1917, date à laquelle les Allemands  évacueront tous les habitants et détruiront complètement les habitations pour transformer la zone en un no man's land à la suite de leur retrait sur la ligne Hindenburg.
Les ruines du village sont alors attaquées par la 7e division britannique en mars 1917 et prises le 2 avril. Le secteur fut de nouveau fut perdu le 21 mars 1918 lors de l'offensive du Printemps de l'armée allemande et repris définitivement par la 45e London Division le 28 août suivant, après de violents combats.
Les 37 Néo-Zélandais du régiment Otago Infantry Regiment (NZEF) (en) inhumés dans ce cimetière sont tombés les 24 et 25 août 1918 lors de la prise de la ligne Hindenburg.
Le hameau de l'Homme Mort vit des combats en mars et août 1918. Après l'armistice 152 tombes ont été apportées des champs de bataille voisins.
Le cimetière contient aujourd'hui 166 sépultures de la Première Guerre mondiale, dont 104 non identifiées.

## Caractéristiques
Ce cimetière a un plan trapézoïdal et est clos par un muret de briques.

## Sépultures
| Pays             | Sépultures |
| ---------------- | ---------- |
| Royaume-Uni      | 126        |
| Canada           | 3          |
| Nouvelle-Zélande | 37         |
| Total            | 166        |

## Galerie

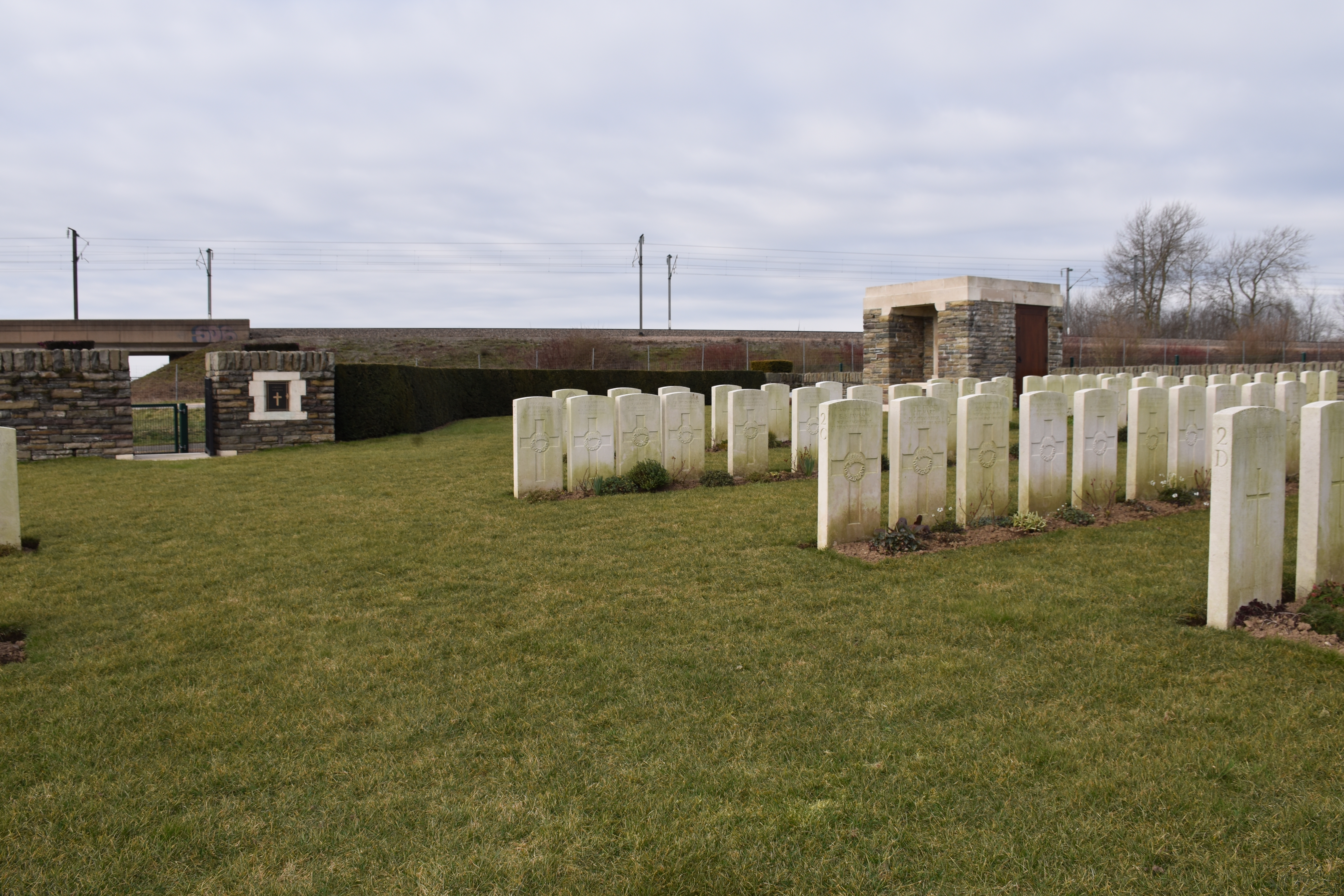
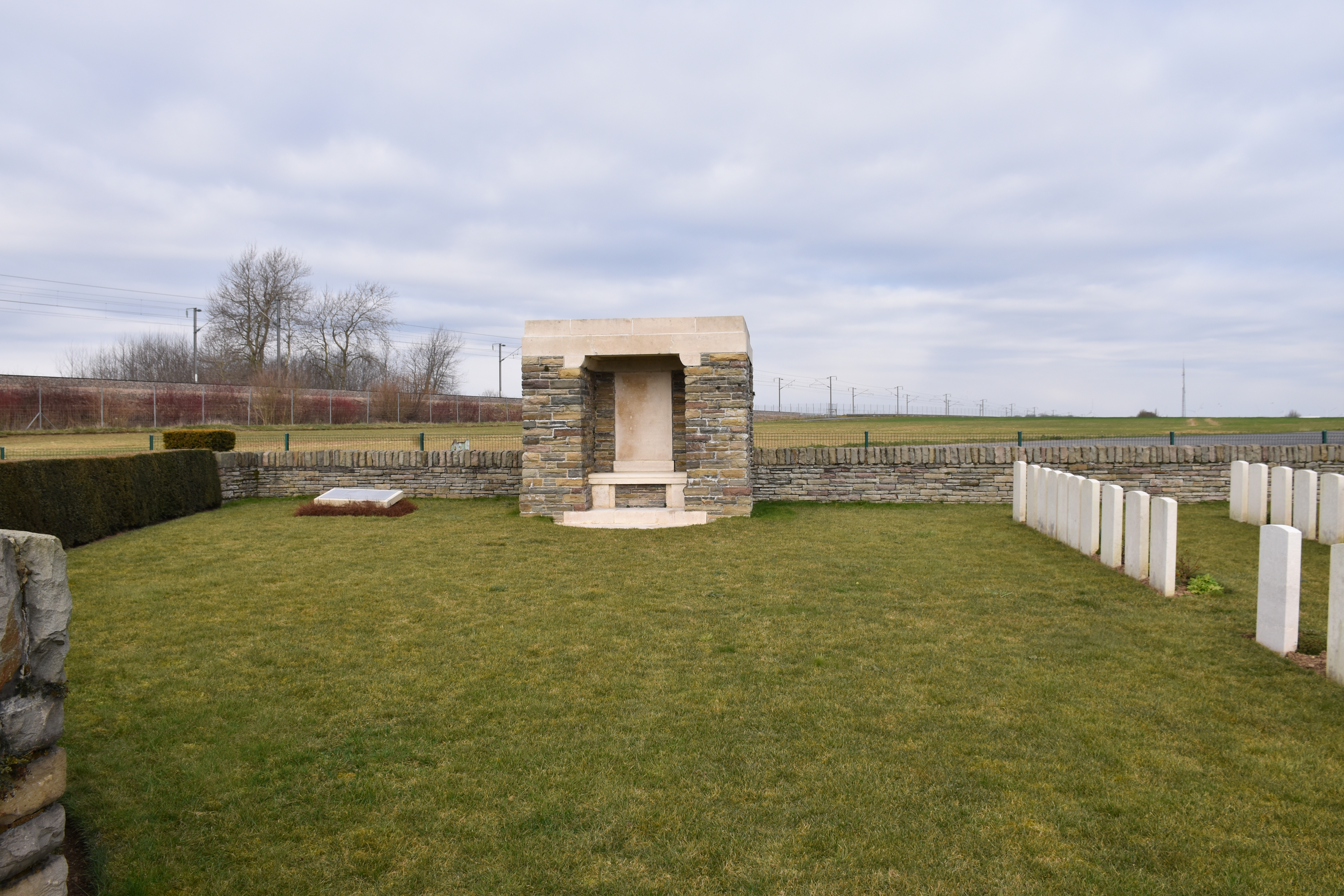
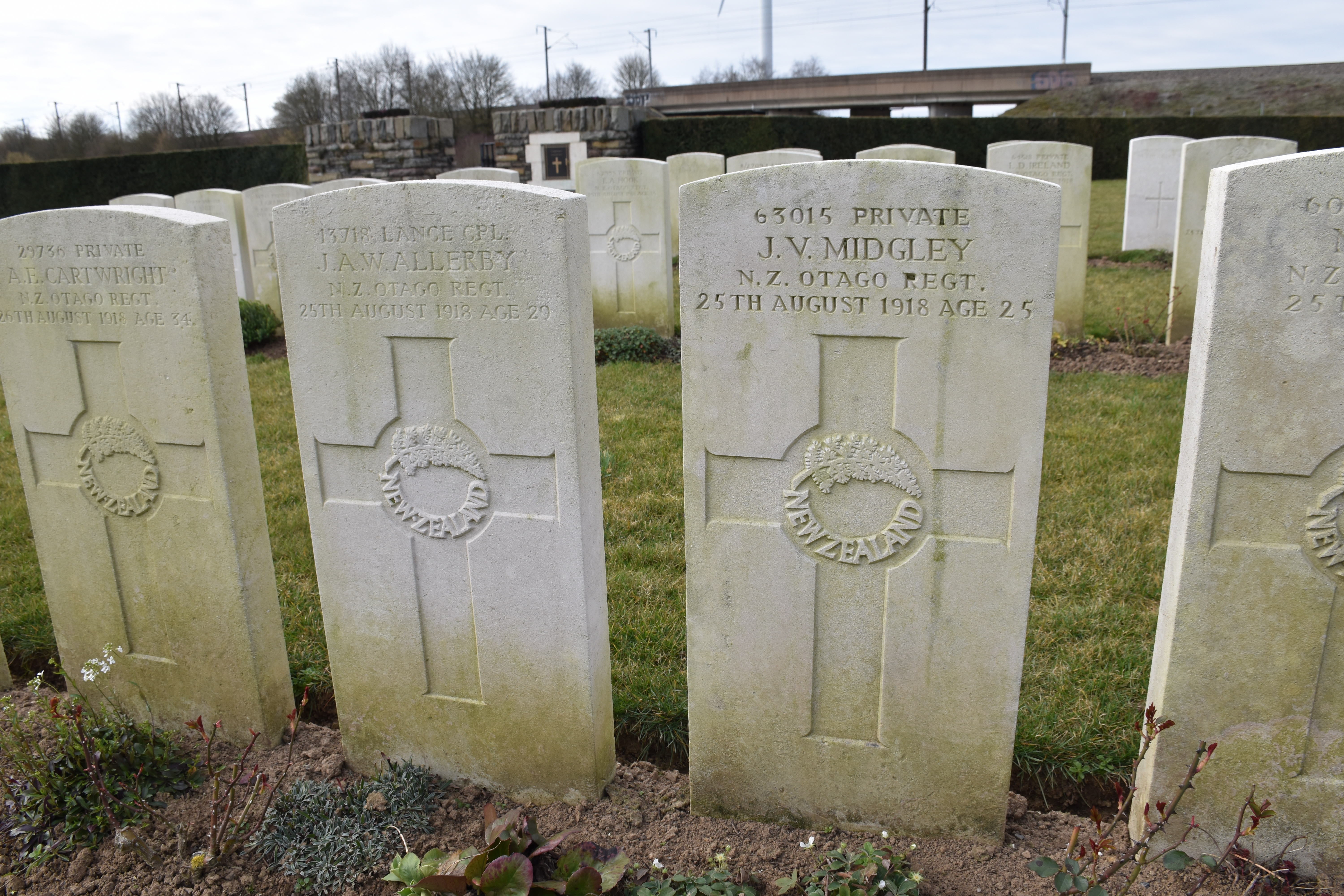
Les tombes de soldats néo-zélandais.
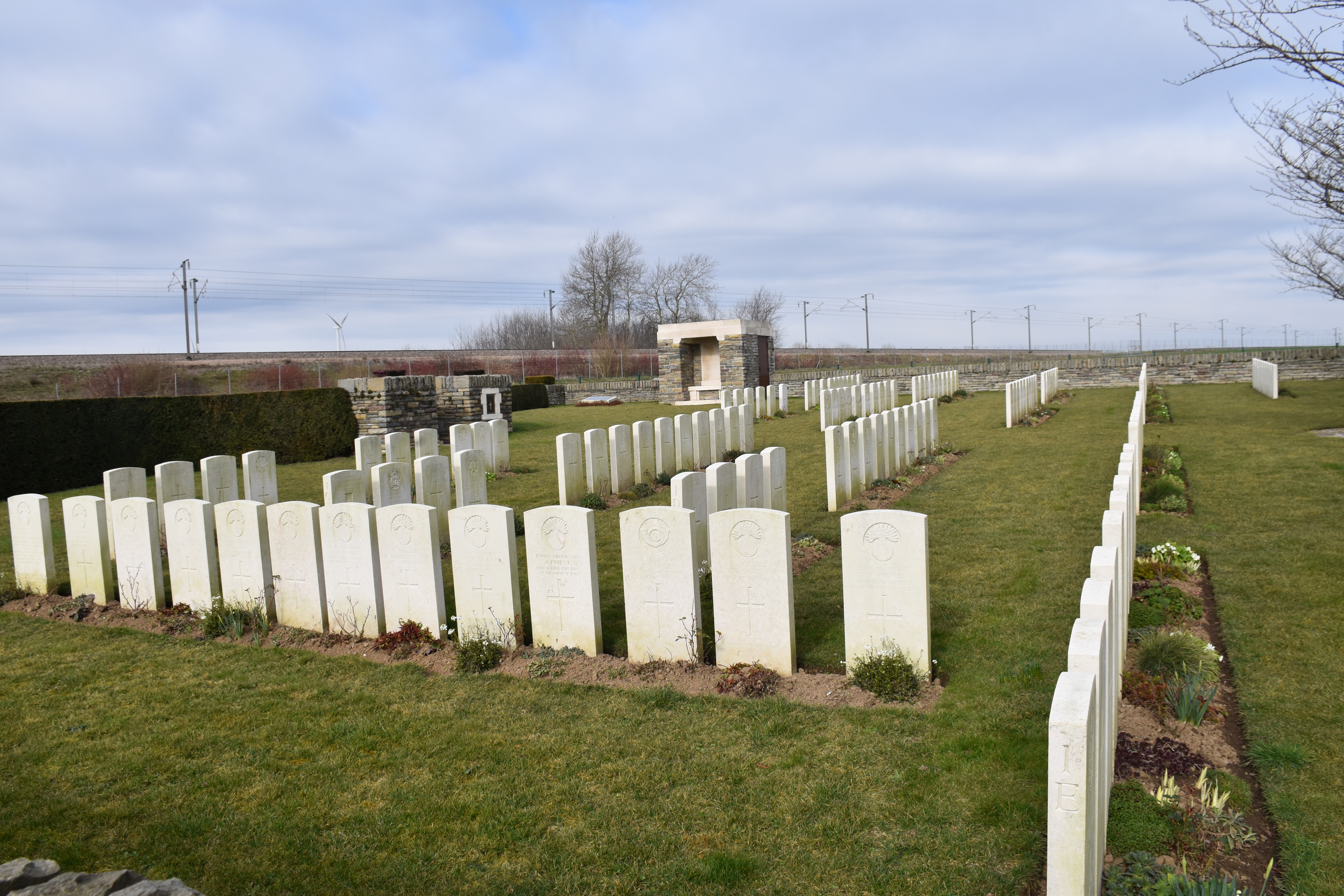
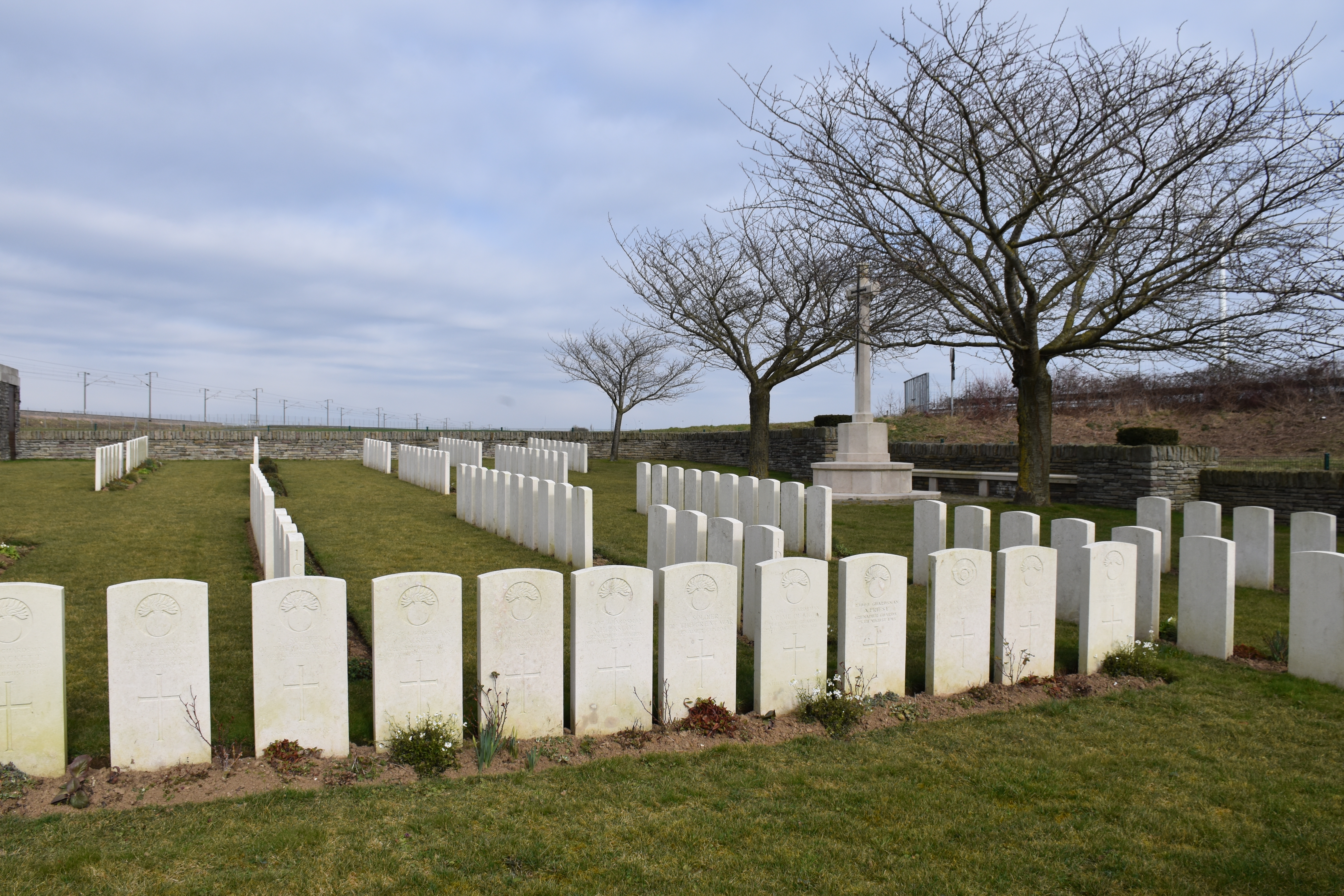
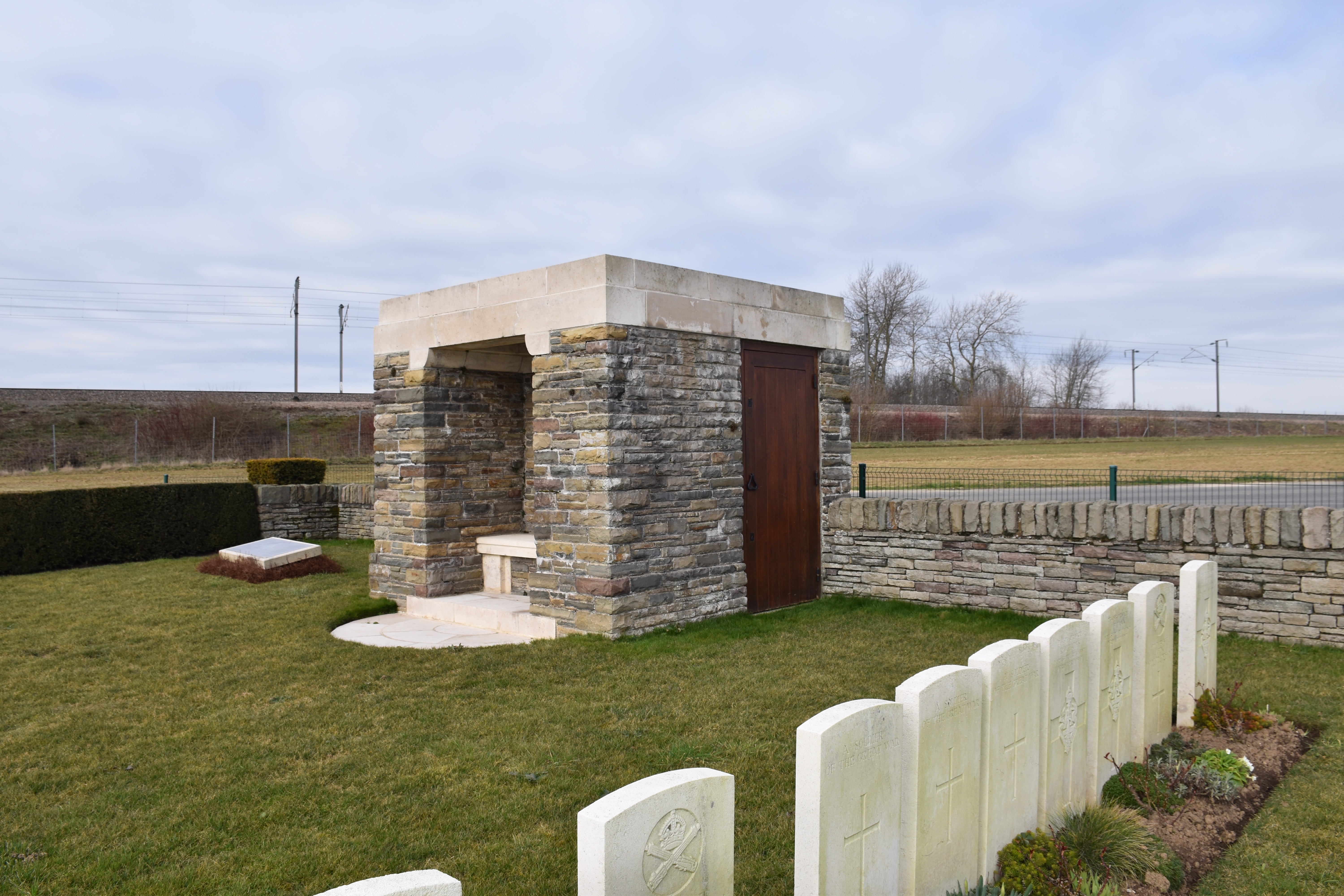
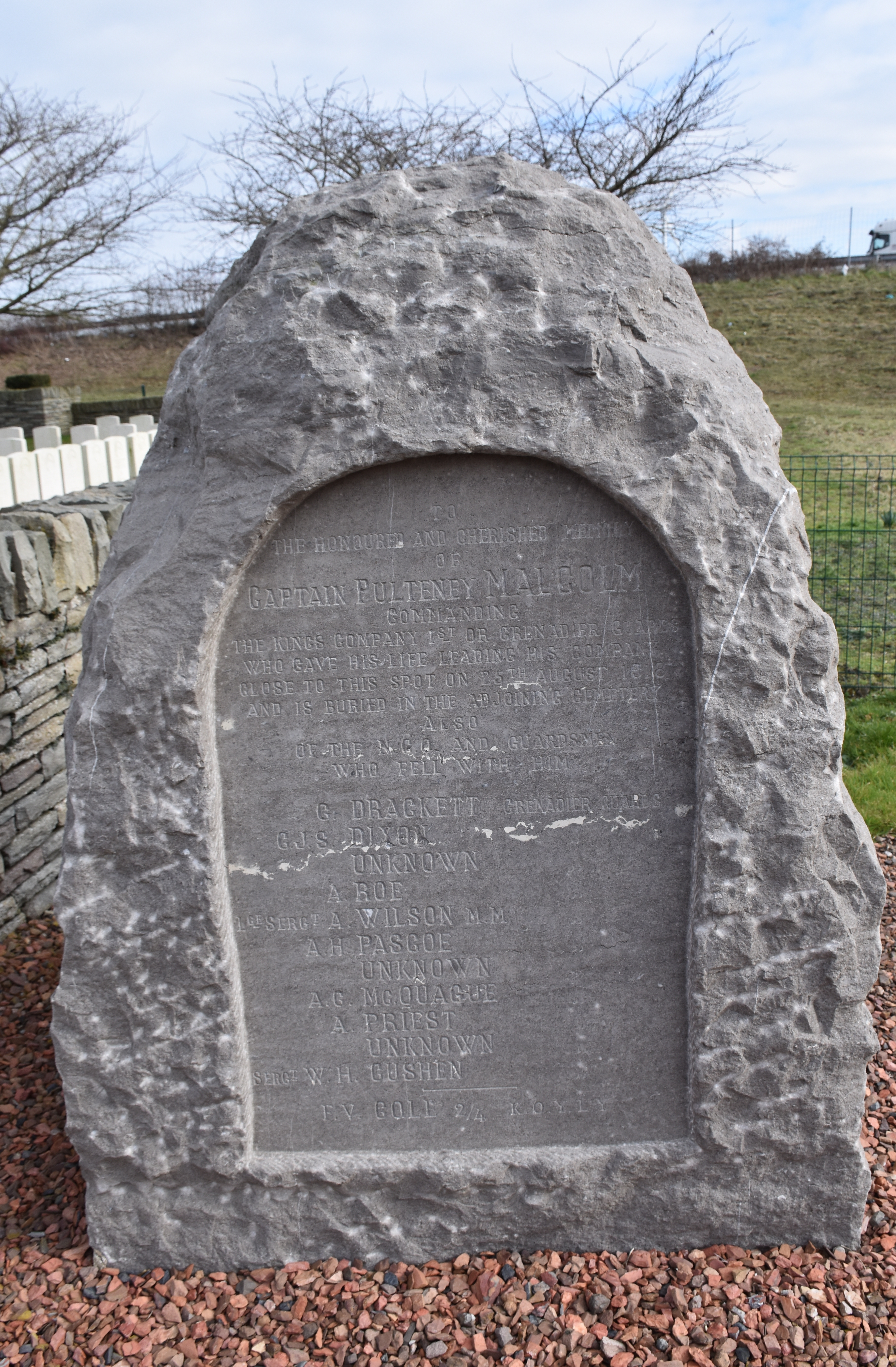

## Pour approfondir